# N6,N6-Dimethyladenosin
N6,N6-Dimethyladenosin (m62A) ist ein seltenes Nukleosid und kommt in der rRNA vor. Es besteht aus der β-D-Ribofuranose (Zucker) und dem N6,N6-Dimethyladenin. Es ist ein Derivat des Adenosins, welches an der Aminogruppe zweifach methyliert ist.
Ein Derivat ist das Puromycin.
Weitere dimethylierte Nukleinbasen sind N2,N2-Dimethylguanosin und N4,N4-Dimethylcytidin.